# Demon Catchers
Production
Diffusion
Demon Catchers, ou Entre nouilles et démons au Québec, (hangeul : 경이로운 소문 ; hanja : 驚異로운 所聞 ; RR : keyongiroun somun ; litt. « L'étrange compteur ») est une série télévisée sud-coréenne en seize épisodes d'environ 64 minutes, créée par l'équipe de Studio Dragon et diffusée depuis le 28 novembre 2020 sur la chaîne OCN et à l'international sur Netflix,.
Elle est également diffusée dans quelques pays, dont la France, depuis le 31 janvier 2021 sur Netflix.
Il s'agit de l'adaptation du webtoon Gyeong-iloun somun  (경이로운 소문, 2018) — également connu sous le titre anglophone Amazing Rumor — de Jang Yi, mis en ligne sur Daum,.

## Synopsis
So Mun, étudiant de 18 ans, vit chez leurs grands-parents maternels depuis l'assassinat de ses parents dont il sort rescapé. De côté, trois salariés du restaurant de nouilles, deviennent secrètement chasseurs des démons, en utilisant leurs pouvoirs dans le but de protéger les humains des esprits malsains.

## Distribution

### Acteurs principaux
- Jo Byeong-kyu : So Mun, étudiant de 18 ans
- Yoo Joon-sang : Ga Mo-tak, cuisinier d'Eonni's Noodles
- Kim Se-jeong : Do Ha-na, serveuse d'Eonni's Noodles
- Yeom Hye-ran : Choo Mae-ok, la patronne d'Eonni's Noodles

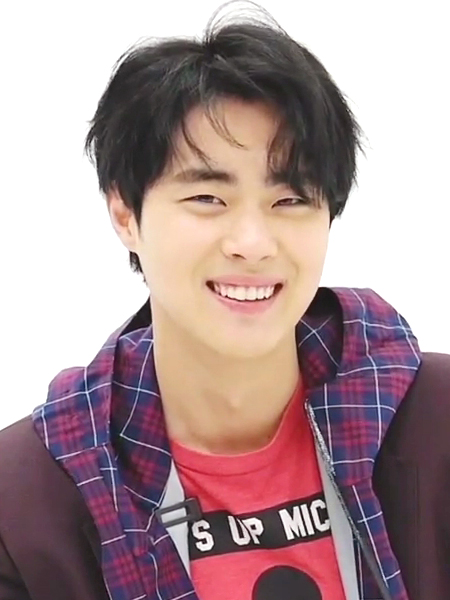
Jo Byeong-kyu
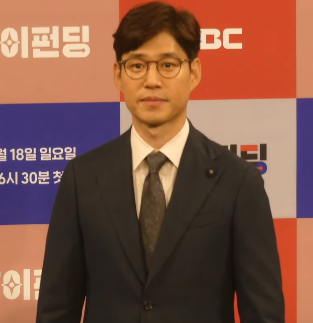
Yoo Joon-sang
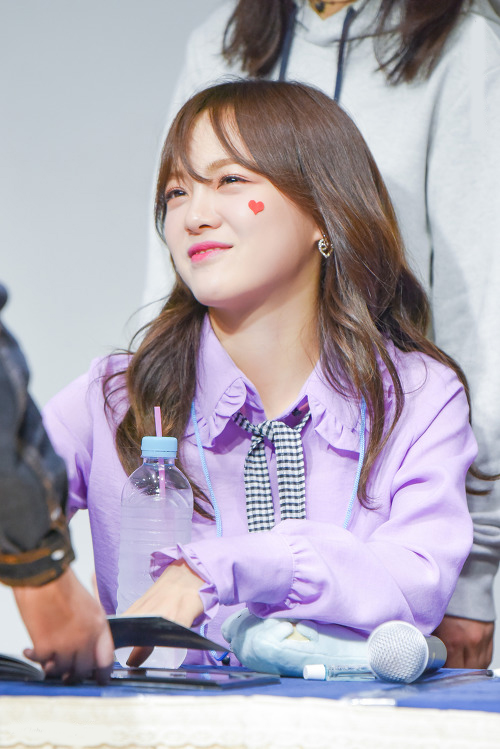
Kim Se-jeong

### Acteurs secondaires

#### Yung
- Moon Sook (en) : Wi-gen, première partenaire de Mun
- Kim So-ra : Kim Gi-ran, partenaire de Mun
- Eun Ye-jun : Woo-sik, partenaire de Mun
- Lee Chan-hyung : Kwon Su-ho, partenaire de Mun
- Woo Mi-hwa (en) : la procureure

#### Possédés d'esprit malin
- Lee Hong-nae (en) : Ji Chung-sin, possédé du démon au troisième niveau
- Ok Ja-yeon (en) : Baek Hyang-hui, possédée du démon au troisième niveau

#### Camarades de Mun
- Kim Eun-soo : Kim Woong-min, camarade et ami d'enfance de Mun
- Lee Ji-won (en) : Im Ju-yeon, camarade et amie d'enfance de Mun
- Jung Won-chang : Shin Hyuk-woo, fils de Shin Myung-hw et ami de Mun
- Kim Min-ho : Baek Jun-kyu, grand camarade de Mun

#### Habitants de Jungjin
- Ahn Suk-hwan (en) : Choi Jang-mul
- Yoon Joo-sang (en) : Ha Seok-gu, grand-père maternel
- Lee Joo-sil : Jang Chun-ok, grand-mère maternelle de Mun
- Choi Yoon-young (en) : Kim Jeong-yeong, inspecteur
- Lee Kyung-min : Kang Han-wool, inspecteur
- Son Kang-gook : Choi Soo-ryong, inspecteur
- Choi Kwang-il : Shin Myung-hwi, maire
- Jeon Jin-oh : Noh Chang-kyu, un gangster
- Kim Seung-hoon : Noh Hang-kyu, directeur de Taeshin Group
- Lee Do-yeop (en) : Cho Tae-shin, PDG du Taeshin Group
- Kim Jung-jin : Jang Hye-kyung, secrétaire du maire
- Kim Yi-kyung (en) : Kim Yeong-nim

### Apparitions exceptionnelles
- Jeon Seok-ho : So Gwon, père de Mun et policier
- Son Yeo-eun (en) : Ha Mun-young, mère de Mun et policière
- Sung Ji-ru (en) : Jang Cheol-joong, dernier membre des chasseurs
- Lee Sun-bin (en) : Heo Hee-young, propriétaire de café
- Lee Jin-kwon (en) : le procureur des parents tués par les possédés
- Choi Go (en) : un orphelin
- Son Ho-jun (en) : Oh Jung-gu
- Im Ji-kyu (en) : Dong-pal, second partenaire de Yung de Mun

## Production

### Développement
En janvier 2021, le scénariste quitte la série après avoir écrit douze épisodes à cause de « différents avis sur les derniers scénarios », donc le treizième épisode est écrit par Yoo Seon-dong et les trois derniers par Kim Sae-bom. Quelques jours à peine, la série est officiellement renouvelée pour une seconde saison.
Sur OCN et TVN, une émission spécial qui pour titre The Uncanny Return (경이로운 귀환) est diffusée le 7 février 2021 à 22 h 40 (heure sud-coréenne), avec Jo Byeong-gyu, Yoo Jun-sang, Kim Se-jeong, Yeom Hye-ran, Ahn Suk-hwan, Choi Kwang-il, Ok Ja-yeon, Lee Hong-nae et Jung Won-chang.

### Attribution des rôles
En janvier 2020, Jo Byeong-kyu, Yoo Jun-sang, Kim Se-jeong et Yeom Hye-ran sont engagés pour cette série,. La première lecture des scénarios a lieu en octobre suivant,.

### Tournage
Le tournage a lieu dans la province du Gyeonggi, précisément à Suwon où se trouve le café appelé « Manoir Hanggong » (행궁맨션) pour en faire un restaurant Eonni's Noodles, ainsi que le village aux fresques murales à Haenggung-dong où se trouve un café dans le style japonais servant décor de la cachette des chasseurs, et à Namyangju, où situe le village culturel de dongwha au bord de la rivière de Bukhan qui sert décor de la ville fictive de Jungjin — dont les scènes de la mairie sont celles de Wonju (Gangwon). Il est également tourné dans le district de Taean pour la plage de Sinduri (신두리해수욕장), dans l'arrondissement de Yangcheon-gu pour le parc du lac à l'ouest de Séoul (서서울호수공원) et à Nonsan (Chungcheong du Sud) pour l'université de Konyang pour en faire un lycée de Jungjin.

### Musique
La bande originale The Uncanny Counter: Original Soundtrack est sortie le 24 janvier 2021 par Genie Music et Stone Music :

### Fiche technique
Sauf indication contraire, les informations mentionnées dans cette section peuvent être confirmées par la base de données cinématographiques IMDb,  présente dans la section « Liens externes ».
- Titre original : 경이로운 소문
- Titre français : Demon Catchers
- Titre québécois : Entre nouilles et démons
- Création : Studio Dragon
- Réalisation : Park Bong-seop et Yoo Seon-dong[17]
- Scénario : Kim Sae-bom, Yeo Ji-na et Yoo Seon-dong[17]
- Musique : Kim Woo-geun, Seo Ga-ui et Bamgeuneul
- Production : Jo Yeong-jae, Lee Se-hui et Park Heon-ju
- Production exécutive : Kim Sun-tae
- Société de production : Neo Entertainment
- Société de distribution : OCN
- Pays de production :  Corée du Sud
- Langue originale : coréen
- Format : couleur - son Dolby Digital
- Nombre de saisons : 1
- Nombre d'épisodes : 16
- Genre : Thriller fantastique, énigme
- Durée : 57 à 70 minutes
- Dates de première diffusion :
  - Corée du Sud : 28 novembre 2020 sur OCN
  - Monde : 31 janvier 2021 sur Netflix

## Épisodes

### Première saison (2020-2021)
La première saison de la série comporte seize épisodes, dépourvus de titres, diffusée depuis le 28 novembre 2020 sur OCN et mise en ligne depuis le 31 janvier 2021 sur Netflix.

### Seconde saison (2023)
La seconde saison comporte douze épisodes et est mise en ligne sur Netflix depuis le samedi 29 juillet 2023.

## Accueil

### Audience
En Corée du Sud, le premier épisode de la série a pour note une moyenne de 2,7 % pour le pays et 3,2 % à Séoul, franchissant à un sommet de 4,1 %,. Le deuxième épisode cumule 4,35 %, assistant à une montée inattendue dans tout le pays par rapport au premier épisode. Le troisième épisode donne 5,2 % dans tout le pays. Le seizième épisode enregistre une note de 11 % pour tout le pays, qui représente la plus élevée de la série.

## Distinction

### Récompense
- Baeksang Arts Awards 2021 : meilleure actrice dans un second rôle pour Yeom Hye-ran[22],[23],[24]